# Per Olof Janson
Per Olof "PeO" Janson, född 30 mars 1940, död 8 november 2020 i Göteborg, var en svensk läkare och professor i obstetrik och gynekologi.

## Biografi
Janson disputerade 1974 på en avhandling om äggstockens blodflöde. Redan vid denna tid var han en erfaren gynekolog med inriktning mot fertilitetskirurgi. Tillsammans med medarbetare och universitetets instrumentmakare och glasblåsare utvecklade han ett perfusions-system för att studera ägglossningens biokemi utanför kroppen, vilket var ett av flera projekt inom en internationellt erkänd forskningsverksamhet om ägglossning under Jansons ledning vid Sahlgrenska Sjukhuset.
Janson blev specialist på fertilitetskirurgi som kunde möjliggöra graviditet för kvinnor med skador på äggledare. För alltför svåra äggledarskador kom dock IVF (In Vitro Fertilisering, "provrörsbefruktning") att bli en framgångsrik metod, där Janson var en viktig medlem i det team som låg bakom födseln av Nordens första IVF-barn 1982.
Janson var ordförande i såväl Svensk som Nordisk Förening för Obstetrik och Gynekologi (NFOG) samt 2000–2007 redaktör för den vetenskapliga tidskriften Acta obstetricia et gynecologica Scandinavica. Han publicerade 2011 en pedagogisk överblick över NFOG:s verksamhet, och obstetrikens och gynekologins utveckling, under perioden 1921–2011.
Jansons vetenskapliga publicering har enligt Google Scholar närmare 7 000 citeringar och ett h-index på över 40. Han är begravd på Dunkehalla kyrkogård i Jönköping.